# Torre Pujol (Guissona)
La Torre Pujol és un habitatge a la vila de Guissona (Segarra) protegit com a bé cultural d'interès local. Aquesta torre d'estil modernista ens recorda a les cases d'estiueig de la burgesia catalana. Formava part de l'antiga Farinera Balcells, que es va inaugurar en 1911. L'any 1943 s'hi va fundar la fàbrica de "Productos Raza", dedicada a l'elaboració de llet maternitzada. Aquest fàbrica va restar en actiu fins a l'any 1956.
És un edifici cantoner que mira a dos carrers: una façana dona a la Ctra. de Cervera i l'altra s'obre a la Plaça Pere Castelló. Una gran torre amb tribuna, rematada amb una cúpula de ceràmica vidrada, ocupa l'angle entre aquestes dues façanes. És un edifici de tres plantes, una planta baixa i dos pisos d'aixecada. Les finestres i balcons del primer pis són rectangulars amb una motllura prominent també rectangular, mentre que les obertures del segon pis són rectangulars amb una motllura en forma d'arcs ogivals, a imitació de les portes i finestres de la planta baixa. S'accedix a l'edifici a través d'un porxo amb un "arc esgraonat" de llinda, damunt del qual s'aixeca un cos més sobresortit que la resta de la façana; en aquest hi ha dues finestres rectangulars al primer pis, un balcó amb barana de ferro forjat al segon pis i es troba coronat per una mena de frontó triangular rematat per dues estructures esgraonades.